# Stuart Jamieson
Pour les articles homonymes, voir Jamieson.
Frank Stuart Jamieson est un homme politique canadien, anciennement député libéral de Saint John-Fundy à l'Assemblée législative du Nouveau-Brunswick.

## Biographie
Stuart Jamieson est né le 22 octobre 1951 à Saint-Jean, au Nouveau-Brunswick. Il étudie au Saint John Institute of Technology (maintenant CCNB-Saint-Jean). Il est charpentier à son compte durant plusieurs années.
Stuart Jamieson est membre de l'Association libérale du Nouveau-Brunswick. Il est élu à la 51e législature pour représenter la circonscription de Saint John-Fundy à l'Assemblée législative du Nouveau-Brunswick le 13 octobre 1987, lors de la 51e élection générale. Il est réélu lors de la 52e élection générale, le 23 septembre 1991, et lors de la 53e élection générale, le 11 septembre 1995. Il est nommé whip du gouvernement en novembre de la même année. Il est assermenté au Conseil exécutif le 23 juin 1997 et nommé ministre d'État à l'Aménagement rural dans le gouvernement de Joseph Raymond Frenette. Il devient ministre de l'Agriculture et de l'Aménagement rural le 12 mai 1998. Il est défait le 7 juin 1999, lors de la 54e élection générale. Il retrouve son siège à la 55e législature le 9 juin 2003, lors de la 55e élection générale. Il est alors nommé porte-parole de l'Opposition officielle en matière d'environnement, en plus d'être membre du Comité permanent des comptes publics. Lors de ses mandats précédents, il a été vice-président du Comité permanent des comptes publics et membre du Comité permanent des prévisions budgétaires ainsi que du Comité spécial d’élaboration de la politique sociale. Il est réélu à la 56e législature le 18 septembre 2006, lors de la 56e élection générale. Il est nommé ministre du Tourisme et des Parcs ainsi que leader parlementaire du gouvernement le 3 octobre 2006, dans le gouvernement de Shawn Graham. Il perd son poste de leader parlementaire le 16 octobre 2007. Il est aussi nommé ministre régional du sud du Nouveau-Brunswick. Il préside le Comité permanent des privilèges. Il s’oppose à ce que Énergie NB soit vendue à Hydro-Québec sans la tenue d’un référendum. Le 5 février 2010, Shawn Graham lui demande alors de démissionner de son poste de ministre parce qu’il a « brisé la solidarité du cabinet ». Jamieson remet sa démission le jour même; il affirme vouloir conserver son poste de député jusqu’à la prochaine élection, en septembre. Il quitte la politique comme prévu à la dissolution de l'Assemblée législative.
Stuart Jamieson habite Saint-Jean avec son épouse Martha. Le couple a trois enfants: Michelle, Holly et Simon.